# Неверленд
Неверленд (англ. Neverland Valley Ranch) — поместье (ранчо) в Калифорнии, расположенное к северо-западу от города Санта-Барбара (около 200 км от Лос-Анджелеса).

## История
Владельцем поместья на протяжении долгого времени являлся поп-исполнитель Майкл Джексон. В 1987 году был им приобретен за сумму по различным оценкам от 16,5 до 30 млн долларов земельный участок площадью 10,83 км2, который впоследствии был назван в честь страны, где проживал любимый герой владельца — Питер Пен. До этого ранчо носило название «Сикамор Вэлли» (англ. Sycamore Valley Ranch).

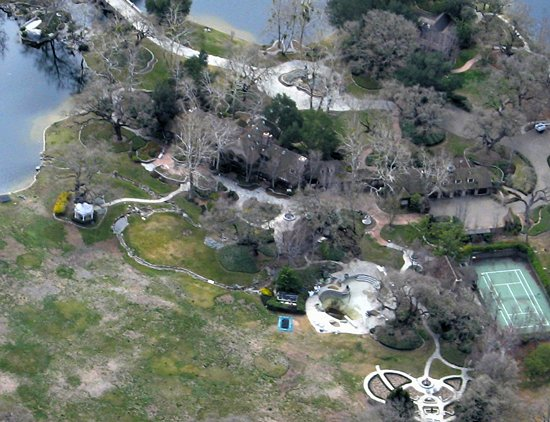
Поместье Неверленд

На территории поместья, примерно в пять раз превышающей размер княжества Монако, Майкл построил развлекательный парк отдыха и открыл частный зоопарк. Там же располагалась резиденция певца. Ежемесячные расходы по содержанию имения составляли 120 тыс. долларов США. В 2006 году вместе с увольнением нескольких сотрудников была закрыта и часть ранчо, что было связано с финансовыми трудностями владельца.
В марте 2008 года Майкл Джексон вынужден был переоформить поместье на имя компании Colony Capital LLC (хозяином которой является близкий к семье Джексонов миллиардер Томас Барак). Позднее Colony Capital LLC перекупила закладные на поместье на общую сумму 24,5 млн долларов у предыдущего владельца. Вход на эту территорию был полностью закрыт, и бывшее поместье короля поп-музыки пришло в упадок.
27 декабря 2020 года ранчо было куплено миллиардером Рональдом Берклом за 22 миллиона долларов.